# Fujiwara no Yoshitaka
Fujiwara no Yoshitaka (Nhật: 藤原義孝 (Đằng Nguyên Nghĩa Hiếu) Hepburn: 954-974) là nhà thơ waka Nhật Bản vào giữa thời kỳ Heian. Một trong những bài thơ của ông nằm trong tập thơ nổi tiếng Ogura Hyakunin Isshu. Ông có tập thơ waka cá nhân mang tên Yoshitaka-shū.

## Tiểu sử
Yoshitaka sinh năm 954 và là con trai của Fujiwara no Koretada.
Ông là thống lĩnh vệ quân cánh tả (右少将, ushōshō). Ông là cha của nhà thư pháp đáng kính Fujiwara no Yukinari.
Ông qua đời năm 974, ở tuổi hai mươi do bệnh đậu mùa, cùng một ngày với người anh trai của ông là Fujiwara no Kyoken. Anh trai ông qua đời vào buổi sáng còn ông qua đời vào buổi tối cùng ngày. 

## Thơ
Mười hai bài thơ của ông nằm trong tập thơ Nijūichidaishū,  và ông là một trong Ba mươi sáu ca tiên thời trung cổ. 
Bài thơ sau đây được đánh số 50 trong tập thơ Ogura Hyakunin Isshu do Fujiwara no Teika biên tập:
| Nguyên văn:                                              | Phiên âm:                                                                 | Dịch thơ: | Diễn ý: |
| -------------------------------------------------------- | ------------------------------------------------------------------------- | --- | --- |
| 君がため 惜しからざりし 命さへ 長くもがなと 思ひけるかな | Kimi ga tame Oshi kara zarishi Inochi sae Nagaku mogana to Omoi keru kana | Ta nào tiếc chi thân, Bỏ đi cũng chẳng cần. Duy còn mong gặp gỡ, Nên phải tạm lần khân. (ngũ ngôn) Thân ta có tiếc đâu nào! Chỉ lo mệnh tuyệt thì sao gặp người. (lục bát) | Đã nghĩ rằng cái thân này vì em Cho dù vứt bỏ cũng không tiếc. Nhưng vì muốn toại nguyện lòng mong gặp gỡ, Lại muốn kéo dài mạng sống thêm |

### Xuất xứ
Goshūi Wakashū ( Hậu Thập Di Tập), thơ luyến ái phần 2, bài 669.

### Hoàn cảnh sáng tác
Theo lời thuyết minh của Goshūi Wakashū ( Hậu Thập Di Tập) và Yoshitaka-shuu (Nghĩa Hiếu Tập), tập thơ cá nhân của tác giả, đây là bài thơ người đàn ông tặng người đàn bà sau đêm gặp gỡ (ōse) lần đầu tiên, trước khi trở về nhà. Tức là loại thơ Kinuginu no uta (thơ từ giã) đã nhắc đến ở trên.

### Đề tài
Muốn sao được sống mãi mãi để toại lòng yêu.
Tuy nói là chẳng tiếc thân để xin gặp gỡ một lần nhưng khi gặp được nàng rồi lại muốn sống lâu hơn để gặp thêm nhiều lần nữa. Bài thơ nói lên biến chuyển tâm lý đột ngột (nhưng cũng có thể dự đoán được) của người đàn ông sau đêm gặp gỡ và muốn chứng minh rằng tình yêu cũng là lẽ sống.

## Đường dẫn ngoài
- McMillan, Peter. Năm 2010 (Bản in đầu, Năm 2008). Một Trăm Nhà Thơ, Mỗi Vị Một Thơ. New York: Nhà xuất bản Đại Học Columbia. (tiếng Anh)
- Suzuki Hideo, Yamaguchi Shin'ichi, Yoda Yasushi. Năm 2009 (Bản in đầu, Năm 1997). Genshoku: Ogura Hyakunin Isshu. Tokyo: Bun'eidō. (tiếng Nhật)
- Một trăm bài thơ Nhật Bản cổ (Hyakunin-isshu), biên dịch bởi William N. Porter, 1909, tại trang sacred-texts.com (tiếng Anh)
- Ogura Hyakunin Isshu, biên dịch bởi chimviet.free.fr Lưu trữ ngày 22 tháng 12 năm 2016 tại Wayback Machine